# Diego (football, 1960)
Pour les articles homonymes, voir Diego.
Diego Rodríguez Fernández, ou simplement Diego, est un footballeur espagnol né le 20 avril 1960 à La Orotava. Il évoluait au poste de défenseur.

## Biographie

### En club
Il joue pour les deux clubs de Séville : le Betis Séville et le FC Séville.
Il dispute plus de 450 matchs dans le championnat espagnol, et prend part à 10 matchs de Coupe de l'UEFA.

### En équipe nationale
International espagnol, il reçoit une unique sélection en équipe d’Espagne lors de l'année 1988, à l'occasion d'un match amical contre la Tchécoslovaquie. 
Il fait partie du groupe espagnol lors de l'Euro 1988, sans jouer de matchs lors de la compétition.

## Carrière
- 1978-1982 :  CD Tenerife
- 1982-1988 :  Betis
- 1988-1996 :  FC Séville
- 1996-1998 :  Albacete Balompié
- 1998-2002 :  Dos Hermanas CF